# Дели, Мари-Лор
Мари-Лор Дели (фр. Marie-Laure Delie; род. 29 января 1988, Вилье-ле-Бель) — французская футболистка, нападающая, выступала за сборную Франции.

## Клубная карьера

### Ранние годы
Дели занималась футболом в родных местах с раннего возраста, первым клубом для неё стал «Олимпик Виарм Аньер» из Аньер-сюр-Уаза. Проведя пять лет в команде, она перешла в «Домон», а в 2005 году получила приглашение в престижную академию центра Клерфонтен. В составе команды академии она провела за два сезона 37 игр и забила 19 голов. Перед сезоном 2007/2008 Мари-Лор заинтересовались клубы «Монпелье» и «ПСЖ», и она предпочла подписать контракт с последним, но провела там только один сезон, сыграв все 22 встречи и забив 16 голов.

### Монпелье
В июне 2008 года «Монпелье» всё-таки пригласил в свой состав Мари-Лор. Она получила номер 23, выбранный наставником Сараком М'Бареком. В первом сезоне она забила 19 голов и помогла клубу выиграть Кубок Вызова Франции. В составе клуба она не только выступала в Первом дивизионе Франции, но также играла в Лиге чемпионов УЕФА. В 20 матчах сезона 2009/2010 она забила 18 голов, пропустив вперёд только Эжени Ле Соммер.
В рамках Кубка Вызова ей удалось забить шесть голов в пяти встречах, но в финале кубка 2010 года «Монпелье» был разгромлен бывшим клубом Мари-Лор «ПСЖ» всухую со счётом 0:5. В Лиге чемпионов в первых квалификационных раундах Дели отличилась трижды и помогла команде пройти сначала болгарский софийский клуб НСА, а затем македонскую «Тиквенсанку», в 1/16 финала забила победный гол в матче против бельгийского «Стандарда», но её клуб всё-таки проиграл шведскому «Умео» в 1/4 финала. В итоге Дели завершила сезон итого с 34 играми и 28 голами в активе.
Сезон 2010/2011 принёс Мари-Лор 22 матча и 14 голов в Первом дивизионе. В Кубке Вызова Франции «Монпелье» дошёл до финала, где уступил «Сент-Этьену» по пенальти, а Мари-Лор забила всего один гол.

## В сборной
Мари-Лор играла за все молодёжные команды: в сборной до 19 лет она вышла в финал Чемпионата Европы 2007 года, где Франция в упорной борьбе проиграла Германии, а Дели заняла одно из первых мест в рейтинге бомбардиров. 23 сентября 2009 года Мари-Лор дебютировала в составе сборной Франции в матче против сборной Хорватии и отметилась голом в ворота хорваток (к слову, француженки выиграли, забив семь безответных мячей). В следующем матче против Эстонии Мари-Лор оформила дубль, а француженки выиграли ещё крупнее со счётом 12:0. Дели легко вошла в состав сборной и по итогам отбора на чемпионат мира 2011 года стала одним из лидеров бомбардирской гонки с 9 мячами. На Кубке Кипра 2011 года она забила шесть мячей, причём оформила по хет-трику в играх против Новой Зеландии и Шотландии. 15 июня 2011 года в рамках подготовки к Чемпионату мира Мари-Лор забила ещё два гола в ворота сборной Бельгии (победа 2:1), а 18 июня в ответной встрече оформила очередной хет-трик (победа со счётом 7:0), третий по счёту в пяти последних матчах. На чемпионате мира 2011 года она отличилась уже в поединке с Нигерией 26 июня, а 5 июля забила в ворота сборной Германии (хотя Франция проиграла хозяйкам первенства 2:4). По итогам турнира Франция стала 4-й и попала на Олимпиаду в Лондон.